# Canadian Tire Centre

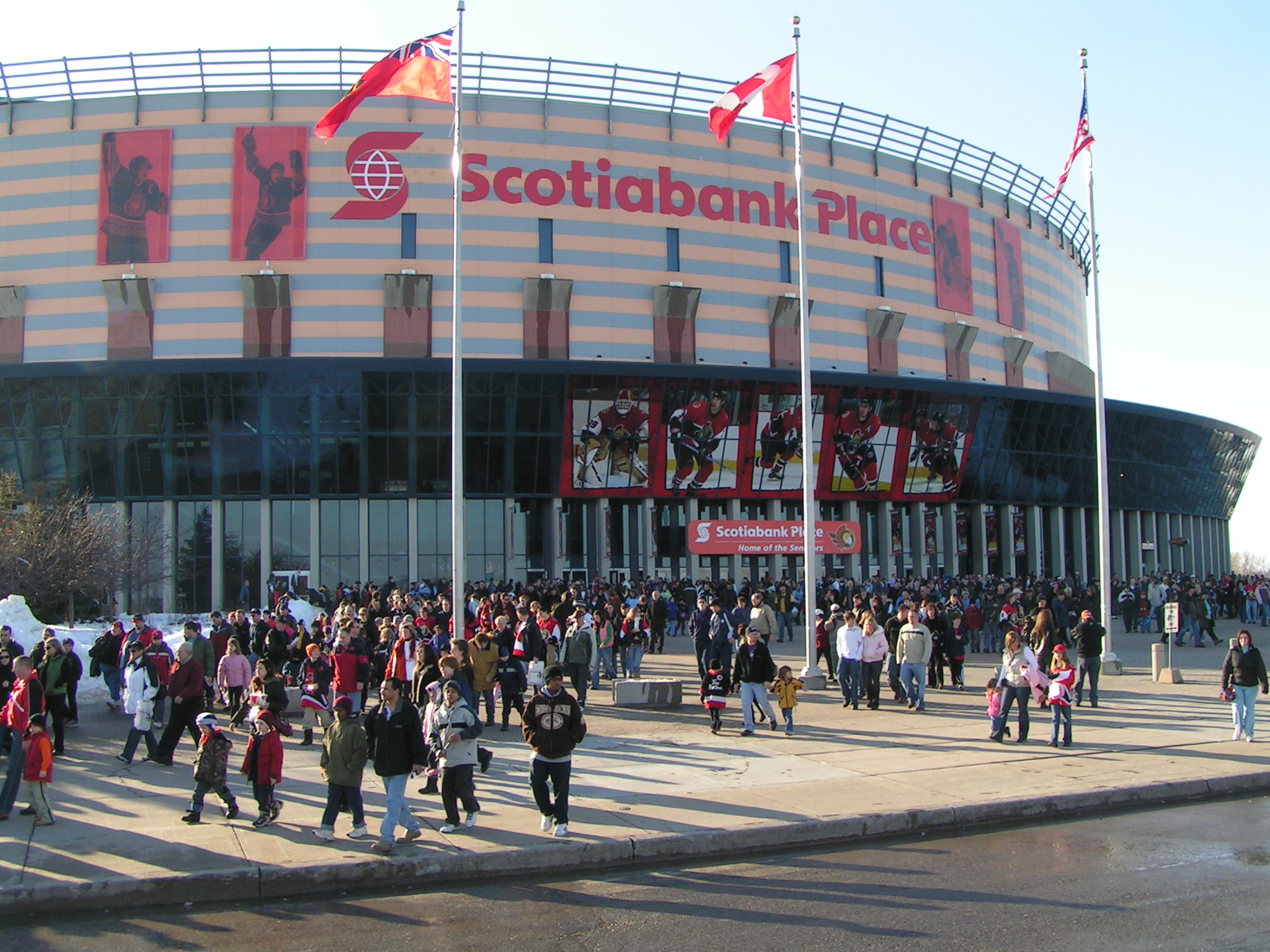
Scotiabank Place

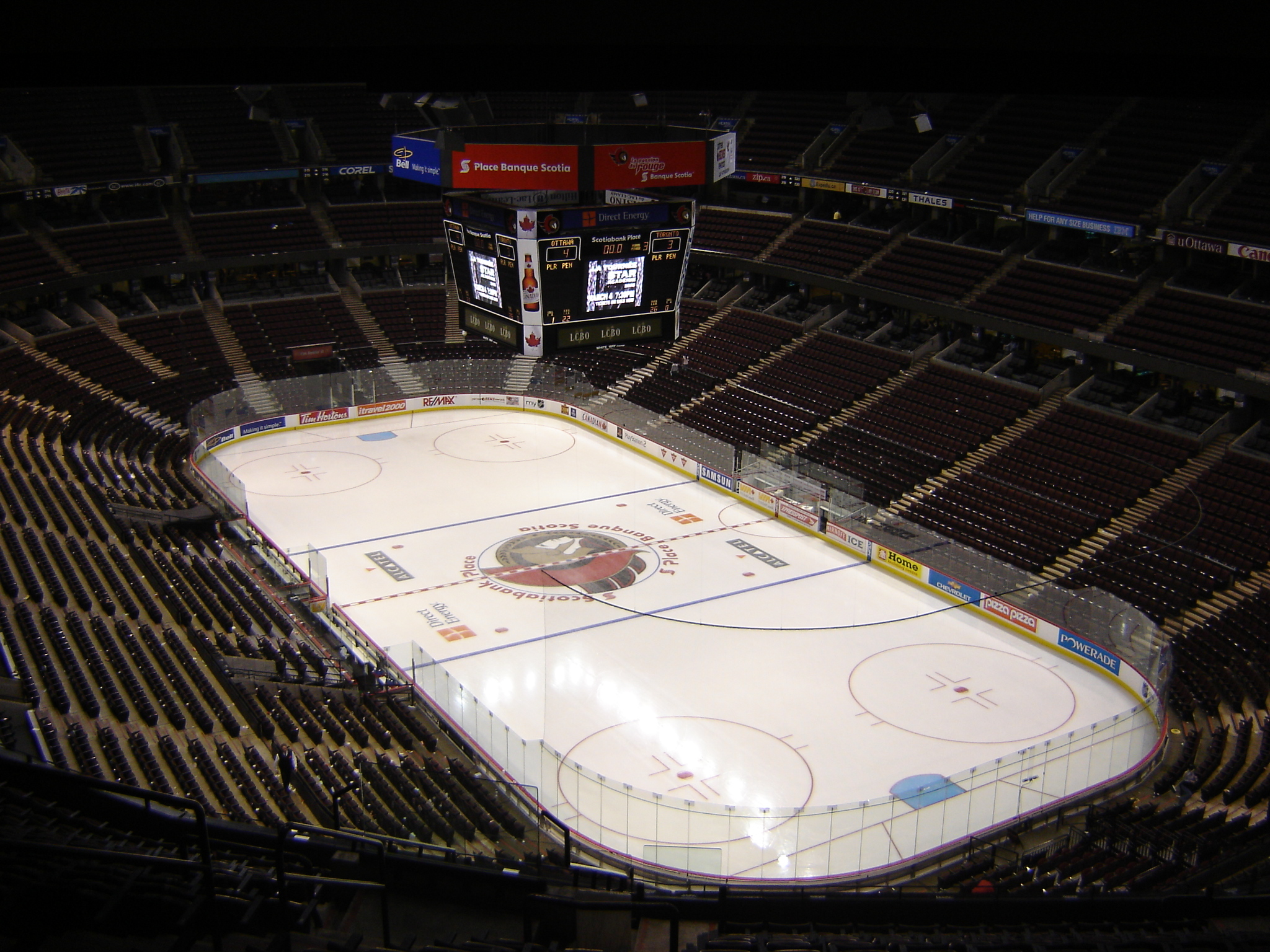
Hala hokeja Scotiabank Place

Canadian Tire Centre (dawniej Scotiabank Place; fr. Centre Canadian Tire) to hala sportowa znajdująca się w Ottawie w Kanadzie. 
Obecnie swoje mecze rozgrywa tutaj:
- Ottawa Senators - NHL

Dawniej swoje mecze rozgrywał tutaj zespół:
- Ottawa Rebel - NLL

## Informacje
- Adres: 1000 Palladium Drive Kanata, Ontario K2V 1A5
- Rozpoczęcie prac budowlanych: 1992 rok
- Otwarcie: 15 stycznia 1996 rok
- Koszt budowy: 200 milionów dolarów kanadyjski
- Architekt: Rossetti Associates Architects
- Pojemność: 17 000 miejsc[1]